# Talla lítica

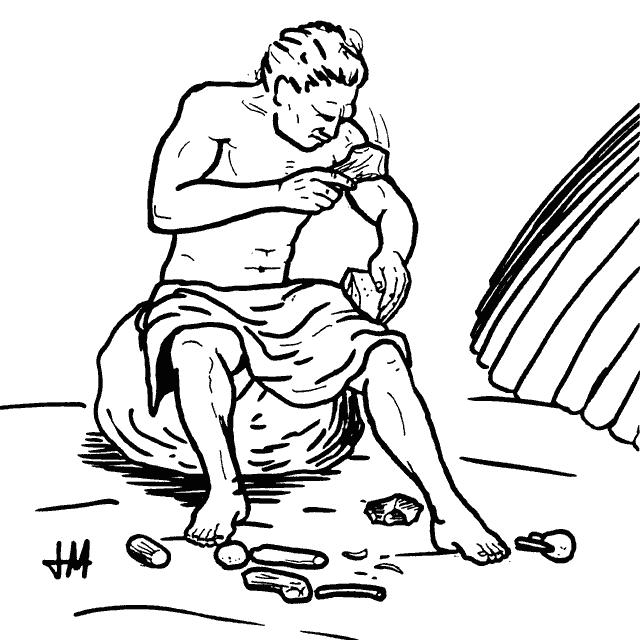
Talla directa amb percussor tou (reconstrucció hipotètica)

La talla lítica es refereix al trossejament intencional de la pedra, mitjançant la percussió (directa o indirecta), o la pressió. La matèria primera s'esculpeix i se li dona forma, aprofitant la fractura concoidal, amb l'objecte de fabricar útils nuclears, o per extreure'n llenques. Aquestes podien ser usades en brut, o servir de suport per a eines, retocant-les després de la seva extracció. El terme talla no té implicacions ni connotatives ni denotatives sobre la seva finalitat, l'únic que indica és que és intencional i que busca l'elaboració d'un artefacte lític. Dins de la talla, però, podem usar termes més restrictius (la factura, l'asclat i el retoc), que s'expliquen més endavant.
La talla lítica és el procés de fabricació de manufactures més conegut de l'edat de pedra, però va continuar sent molt important durant l'edat dels metalls, i fins i tot continua practicant-se en temps històrics. Els objectes de pedra tallada intencionalment pels humans es diferencien dels trencaments naturals o accidentals, gràcies al fet que són localitzats en contextos arqueològics ben definits, ja que els cops de la talla deixen negatius d'asclat que segueixen certa tendència, un cert ordre impossible d'atribuir a la natura. El repertori de gestos de talla organitzada es va coneixent cada vegada millor i permet establir diagnòstics cada vegada més segurs, així com un repertori de pautes morfològiques, tècniques i funcionals que són les que permeten establir la tipologia lítica, és a dir, la classificació, anàlisi i comparació dels artefactes de pedra tallada.
La talla lítica no és, en qualsevol cas, més que una de les fases de la vida d'un artefacte lític o, per expressar-ho en termes científics més precisos, només és una porció relativament curta de la cadena operativa. Aquesta neix amb la necessitat o la idea que estimula l'ésser humà a iniciar la seva activitat productiva; continua amb la recerca de la matèria primera pètria, la seva transformació mitjançant la talla, fins a aconseguir el, o els estris necessaris. Després està la seva utilització, incloent diverses fases de manteniment de la funcionalitat mitjançant reesmolades i, quan l'eina és ja inservible, el seu abandonament. De vegades, la peça és reciclada i torna a entrar, per un temps, en la  cadena operativa, però indefectiblement serà desnonada i oblidada fins que, potser, amb molta sort, algun arqueòleg la reculli per estudiar-la.

## La matèria primera
La matèria primera que es triava per fabricar utensilis de pedra tallada són les roques dures de fractura concoidal, ja que aquest tipus de trossejat és fàcilment controlable. Les roques més apreciades són les més homogènies, i n'és el sílex el més prolífic. També s'usaven d'altres, gairebé totes silícies, com la quarsita de gra fi, el sílex, el basalt, el quars i altres roques molt més rares però tan apreciades que van arribar a constituir veritables rutes comercials des dels llocs d'explotació, fins als llocs de demanda; aquest és el cas de l'obsidiana, la calcedònia, el jaspi, etc.

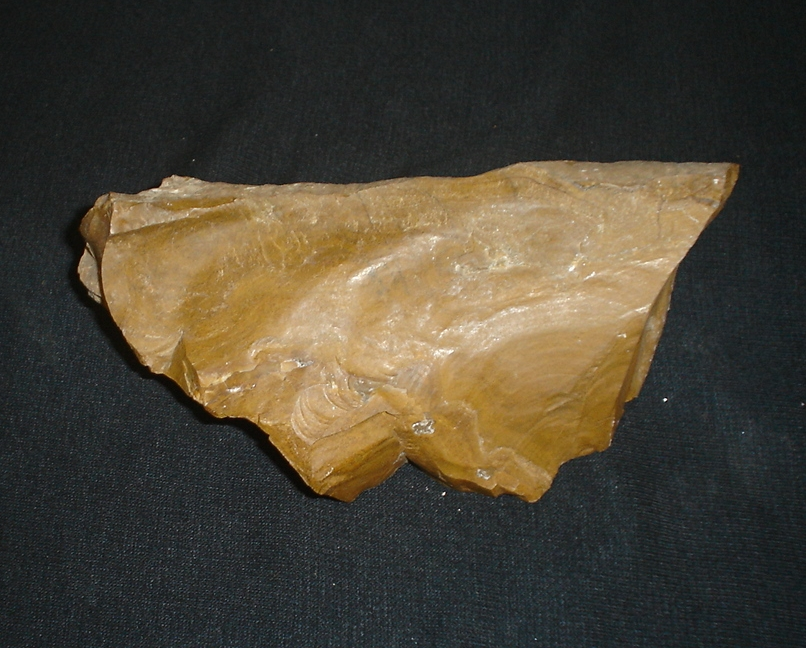
Sílex
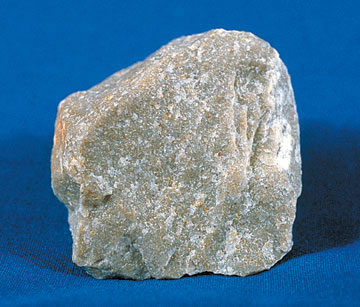
Quarsita
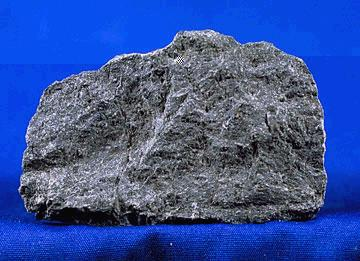
Basalt
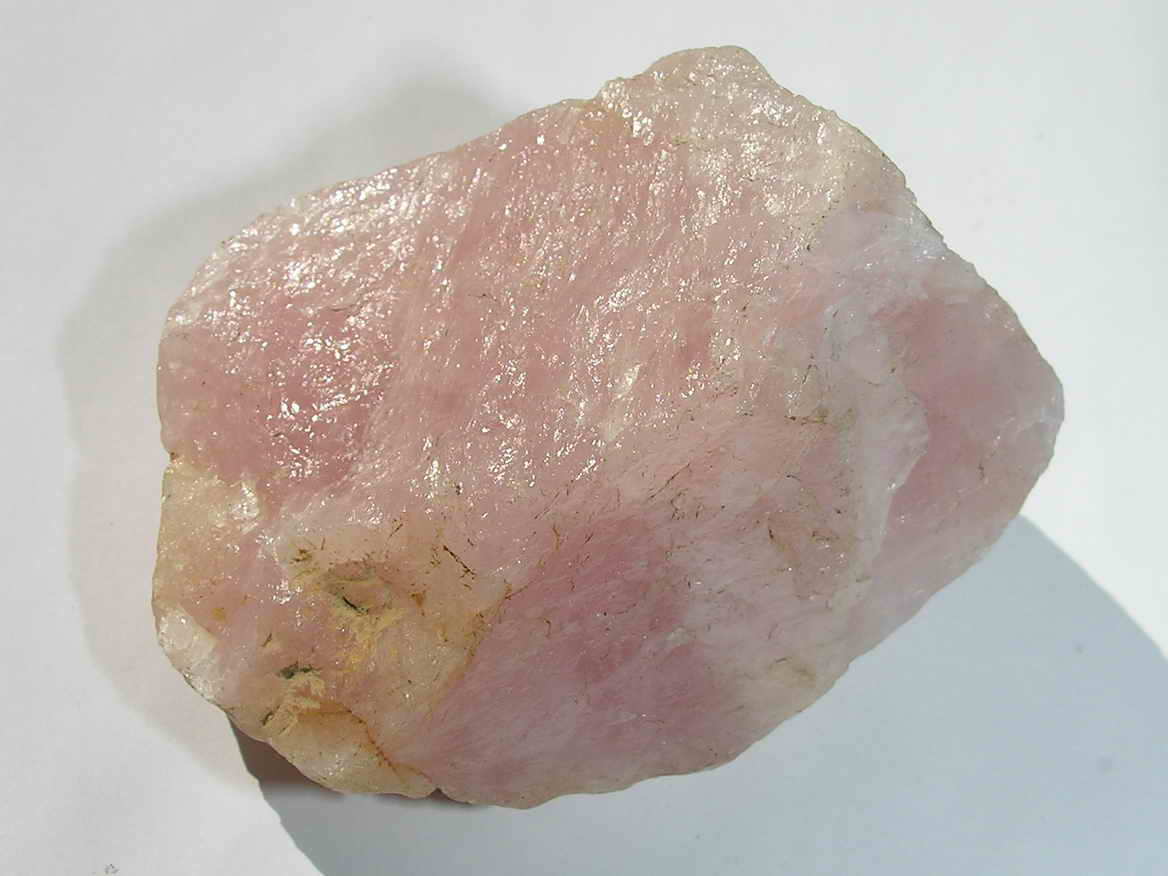
Quars rosa

A més de la varietat, es valora la qualitat, ja que les experiències de talla demostren que calia seleccionar la matèria primera per la seva frescor (si estava prop del planter), per l'homogeneïtat de gra, pel seu color, pel seu so o, en últim cas, provant -mitjançant un asclat que evidenciés el seu estat intern. Si l'ascla extreta és estella, demostra que el tros que s'està valorant no serveix, té fissures internes o irregularitats que impedeixen el correcte control del trossejat. Si per contra, surt sencera, amb concoide homogeni, amb una cara inferior suau al tacte i uns talls tallants i regulars, és possible que el tros de pedra serveixi.

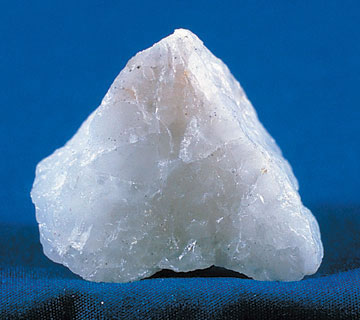
Quars lletós
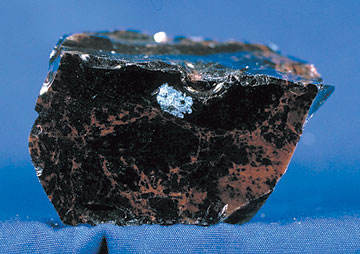
Obsidiana
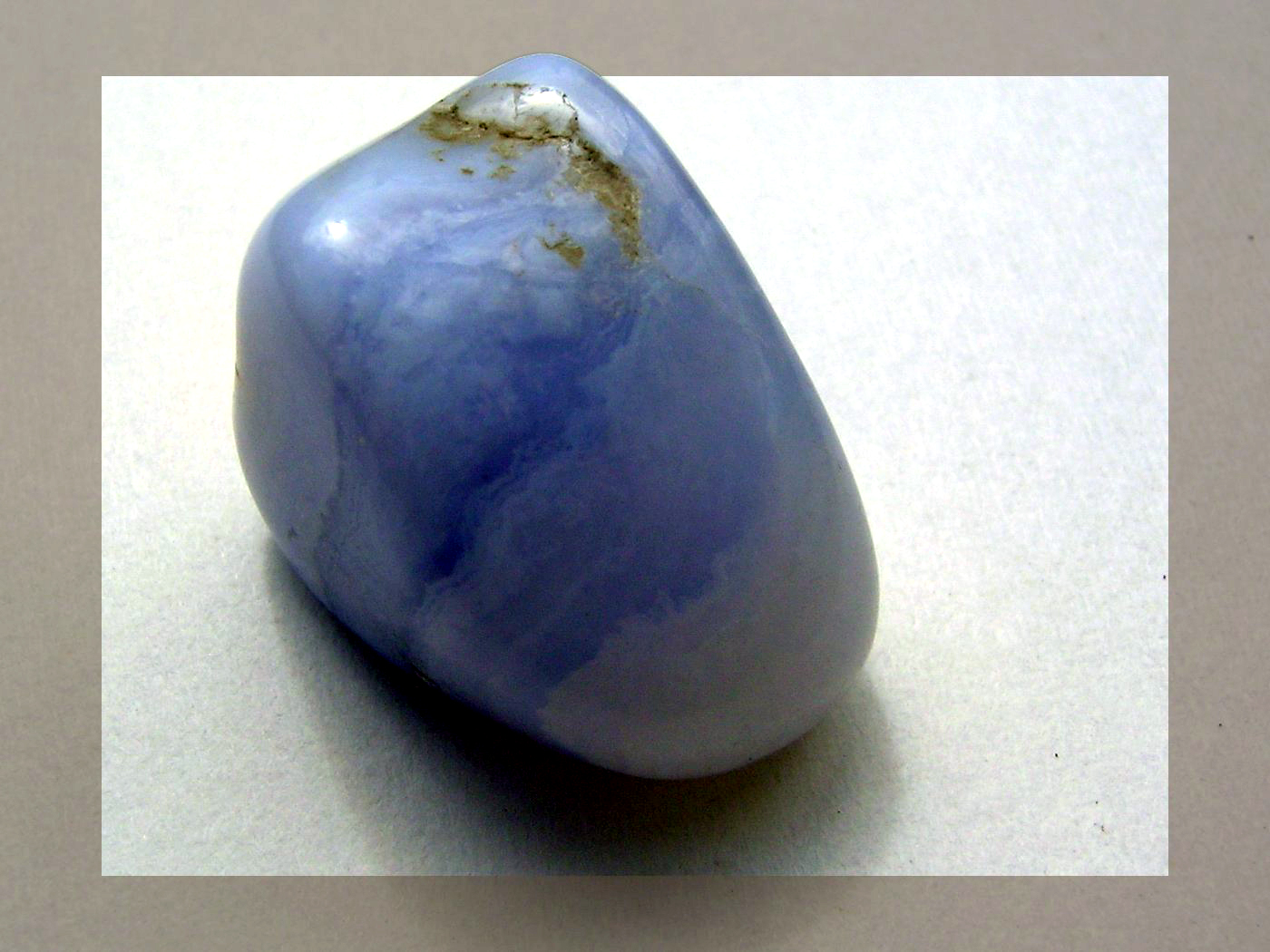
Calcedònia
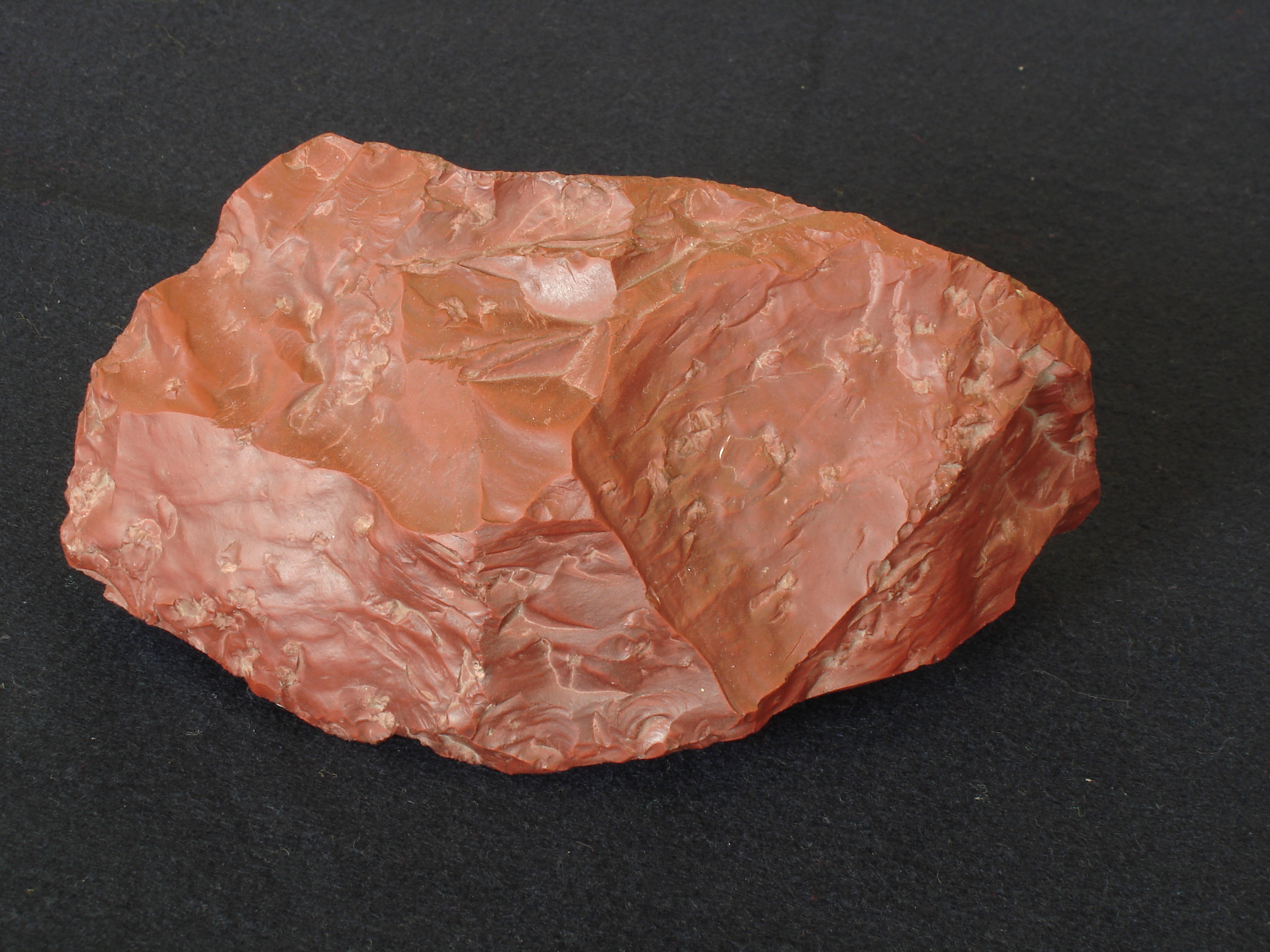
Jaspi

L'economia de la matèria primera és un dels elements que millor s'han d'estudiar quan s'analitzen les característiques d'un conjunt lític: quantes classes de matèries primeres es van usar, d'on procedeixen, com es van triar, com es van transportar (si n'és el cas) i com es van aprofitar (intentant apreciar diferents estratègies d'aprofitament en les diferents matèries primeres que componen el conjunt lític). La possible influència de la matèria primera en la personalitat d'un conjunt lític és essencial. De fet, és possible esbrinar moltes coses sobre l'economia del grup humà que està darrere de la pedra («l'homme derrière li Caillou», com diria Leroi Gourhan).

## Tècniques de talla

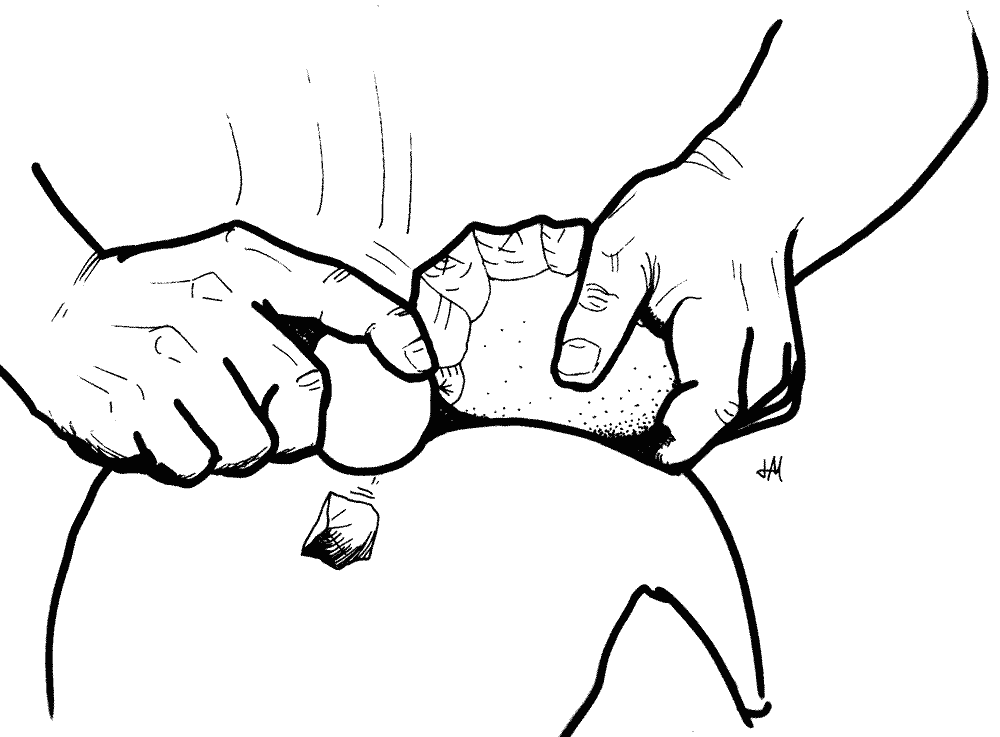
Talla per percussió directa amb percussor dur

Les tècniques essencials de la talla lítica es basen en el fet que la fractura concoidal és previsible i controlable per l'artesà en funció dels gestos que fa amb el percussor. Hi ha dues maneres fonamentals de tallar la pedra, la pressió i la percussió, però podem distingir-hi algunes subtileses, i enumerar una curta llista de tècniques de talla:
- La percussió inversa, és a dir, colpejant el tros de roca contra un percussor passiu o dorment, a manera d'enclusa, que és una altra pedra sòlidament ancorada a terra.
- La percussió directa amb percussor dur: amb un tros de roca, es copeja la pedra que es desitja tallar extraient-ne diverses ascles.
- La percussió directa amb percussor tou: amb un tros de fusta o, millor, de banya, es copeja la peça a tallar, obtenint-ne una sèrie d'ascles.
- La percussió indirecta amb peça intermèdia: el percussor és un pesat tros de banya de cèrvids que colpeja una peça intermèdia o punter, transmetent la força del cop a la peça a tallar. Aquesta tècnica només es fa servir per a operacions d'extracció o d'asclat.
- La talla per pressió (és la més complexa i evolucionada): consisteix a aplicar una forta tensió sobre la peça a tallar amb una peça anomenada compressor (que substitueix el percussor). La compressió arriba a ser tan forta que acaba trossejant la roca a tallar.
- La flexió: consisteix a blegar un producte d'asclat, especialment una fulla, recolzat contra un sortint (fent palanca), fins a fracturar pel lloc desitjat. De vegades la flexió es produeix per tensions laterals i rotatòries al mateix temps. La flexió pot ser, també, un accident de talla o una petjada d'ús; en qualsevol cas, és molt difícil distingir una flexió intencional d'una d'accidental, tret que vagi acompanyada d'altres elements secundaris repetits.

En tots els casos, estem parlant d'ascles en sentit ampli (és a dir, ascles, ascletes, fulles i fulletes) i hem enumerat les tècniques des de la més simple a la més complexa, des de la que ofereix menys control fins a la que permet més domini del trossejat.

## Objectius de la talla
La talla es correspon amb el terme francès taille i l'anglès knapping. La talla, en sentit ampli, és qualsevol acció voluntària de trossejat de la matèria primera mitjançant la percussió, el martellejat o la pressió. La talla inclou l'extracció d'ascles (trossejat, o millor, asclat, a fi d'obtenir suports per a artefactes) i la talla en sentit estricte (trossejat a fi de donar una forma concreta a la peça o a una part d'aquesta), que inclou la faiçó i el retoc. En les paraules i expressions que utilitzarem no es pot evitar certa ambigüitat, ja que el nostre coneixement dels objectes lítics és, encara, limitat, per això, la paraula talla es pot usar d'una manera genèrica, quan no es puguin aplicar termes més exactes, perquè la funció d'un instrument tallat no ha estat clarament definida: per exemple, un cantell tallat és un nucli, un utensili o ambdós. No obstant això, dins de la talla lítica, en general, és possible discernir diferents variants en funció dels objectius que es busquen:
- La factura: consisteix a desbastar un tros de roca mitjançant la talla per tal de donar-li una forma concreta, de manera que les ascles resultants són un subproducte (aprofitable o no), ja que el producte buscat és l'útil nuclear (un bifaç, un cantell tallat, un pic, una destral, un cisell de pedra, una aixa…). Correspon a la paraula francesa façonnage i a l'expressió anglesa Lithic reduction.
- L'asclat o extracció d'ascles (correspon a la paraula francesa débitage, que és emprada internacionalment; de fet, és la mateixa paraula per a l'anglès, encara que seria més correcte dir flaking) és el procés de talla amb l'objecte d'obtenir ascles o fulles que serviran com a suport per a fabricar altres utensilis. Les ascles o fulles poden ser usades en brut, tal com s'extreuen, puix tenen un tall molt tallant, però el més normal és que siguin transformades mitjançant el retoc.
- El retoc: és un o diversos asclats practicats sobre una ascla o sobre una fulla per transformar-los en estris de morfologia i funcionalitat molt variada, fins al punt que la seva enumeració seria interminable: burins, raspadoss, perforadoss, oques si denticulats, puntes,mMicròlit...

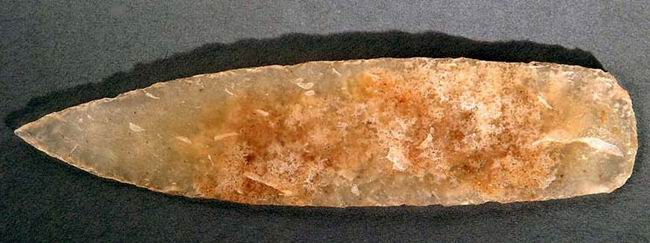
Ganivet tallat en calcedònia

## Mètodes de talla
Unes línies més amunt s'esmenten les tècniques més habituals de la talla lítica. En tecnologia lítica, cal distingir el que és una tècnica del que és un mètode lític, almenys aquesta va ser la conclusió a la qual es va arribar en un simposi sobre el tema organitzat per la Wenner-Gren que va tenir lloc a Burg Wartenstein, als afores de Gloggnitz (Baixa Àustria) el 1964. Per tècnica lítica entenem una seqüència senzilla, però sistemàtica, de gestos encadenats, de vegades un sol gest és suficient per aplicar una tècnica lítica, altres vegades es necessiten diverses accions. En canvi, un mètode lític és una seqüència d'accions dirigida a la manufactura de productes predeterminats, la successió no n'és necessàriament lògica, ja que molts mètodes tenen gestos, passos, etapes, etc., summament complexos, subjectes a un fi últim, teleològics, que no tenen sentit fins que no se'n completa el procés. Qualsevol mètode de talla pot consistir en una o més tècniques successives. Els exemples més coneguts de mètodes lítics són el mètode Levallois, el mètode Kombewa, i els diversos mètodes d'asclat laminar (és a dir, per obtenir fulles), etc.

## La talla experimental
La talla experimental recreant gestos prehistòrics és un dels pilars fonamentals per a la comprensió de la talla lítica. Aquesta pot tenir tres objectius, el primer n'és el de simple diversió o el desig de replicar artefactes lítics per exposar-los en museus o, simplement, per vendre'ls com a souvenirs; el segon és l'ensenyament pràctic als alumnes d'especialitats de prehistòria o arqueologia (també podem incloure-hi la funció didàctica de moltes de les peces fotografiades en alguns articles de Viquipèdia relacionats amb aquest), la tercer és la investigació científica pura (la que es planteja arran d'un problema arqueològic sorgit en una determinada recerca).
En aquest sentit, la talla experimental científica va començar ja el 1903, sota el guiatge de H. Muller; més tard, el 1929, L. Coutier va continuar experimentant, encara que l'impuls definitiu vingué després de la Segona Guerra Mundial, primer amb François Bordes (Universitat de Bordeus), sovint en col·laboració amb l'americàDonald Crabtree(Universitat de Berkeley). La van seguir Newcomer, Tixier i molts d'altres.
La talla experimental és un treball de laboratori controlat, fet que permet una anàlisi científica rigorosa i assignar cicatrius de la talla a tècniques i mètodes concrets; però, el seu punt flac és la impossibilitat epistemològica de contrastar les extrapolacions: és exclusivament empíric. Encara que s'ha avançat molt, certes petjades deixades per determinades tècniques de talla poden correspondre a gestos diferents. Encara hi ha molt a avançar en aquest aspecte.